# No Time to Burn
No Time to Burn es el segundo álbum del grupo estadounidense Black Heat, publicado en marzo de 1974 a través del sello Atlantic Records.

## Grabación y producción
Producido por Joel Dorn y Jimmy Douglass, No Time to Burn se grabó los días 7–10 de mayo y 2 de julio de 1973 en Atlantic Studios, en la ciudad de Nueva York, por Douglass, y en Regent Sound Studios por el ingeniero de audio Bob Liftin.

## Recepción de la crítica
Un escritor no especificado de la revista Cash Box escribió: “Esta colección, si bien contiene toda la potencia bruta del álbum debut, tiene una sensación refinada que se expresa mejor en términos de producción, pero que también es evidente en la canción que da nombre al álbum”. Un escritor no especificado de Billboard indicó: “El trabajo de percusión se ve acentuado por el excelente uso de saxofones, flautas e instrumentos de viento-madera”.

## Lista de canciones
| Lado uno |                          |                                                 |                    |          |  |
| N.º      | Título                   | Escritor(es)                                    | Fecha de grabación | Duración |  |
| 1.       | «No Time to Burn»        | Johnnell Grey Naamon “Chip” Jones Bradley Owens | 2 de julio de 1973 | 3:43     |  |
| 2.       | «You Should've Listened» | Owens                                           | 7 de mayo de 1973  | 5:34     |  |
| 3.       | «Check It All Out»       | Leroy Butler Bill Patterson                     | 9 de mayo de 1973  | 6:58     |  |
| 4.       | «Love the Life You Live» | Gene Redd, Jr. Kool & the Gang                  | 7 de mayo de 1973  | 6:33     |  |

| Lado dos |                      |                       |                    |          |  |
| N.º      | Título               | Escritor(es)          | Fecha de grabación | Duración |  |
| 1.       | «Super Cool»         | Owens Jones           | 2 de julio de 1973 | 3:58     |  |
| 2.       | «M & M's»            | Black Heat            | 8 de mayo de 1973  | 6:53     |  |
| 3.       | «Things Change»      | Grey Jones Al Johnson | 10 de mayo de 1973 | 5:02     |  |
| 4.       | «Rapid Fire»         | Johnson               | 8 de mayo de 1973  | 1:33     |  |
| 5.       | «Times Have Changed» | Johnson               | 7 de mayo de 1973  | 5:39     |  |

## Créditos y personal
Créditos adaptados desde las notas de álbum de No Time to Burn.
Black Heat
- Bradley Owens – guitarra, voces
- Johnell Gray – teclados, voces
- Naamon “Chip” Jones – bajo eléctrico, voces
- Esco Cromer – batería, percusión, voces
- Raymond Green – conga, batería, percusión, voces
- Ray Thompson – saxofón, flauta, instrumento de viento-madera
- Rodney Edwards – trompeta, timbal de concierto, vibráfono

Personal técnico
- Joel Dorn – productor
- Jimmy Douglass – ingeniero de audio
- Bob Liftin – ingeniero de audio
- Dennis Lavarato – ilustración, diseño de portada
- Lewis Tanner – diseño de portada

## Posicionamiento
| Gráfica (1974)                                         | Pico de posición |
| ------------------------------------------------------ | ---------------- |
| Estados Unidos (Billboard Bubbling Under the Top LP's) | 201              |
| Estados Unidos (Billboard Soul LP's)                   | 58               |